# UMTS
 (енгл. Universal Mobile Telecommunication Systems — „Универзални мобилни телекомуникациони систем”) представља европско решење за мобилне системе треће генерације. Засновано је на кодном мултиплексирању корисника. Ова реализација се назива WCDMA (енгл. Wideband Code Division Multiple Access). Амерички систем CDMA2000 је веома сличан. У GSM системима расположив спектар је био подељен на канале (фреквенцијски мултиплекс). Различити канали су били додељивани различитим базним станицама. Са друге стране, корисници повезани на исту базну станицу су користили исти радио канал у различитим тренуцима (временски мултиплекс). Код кодног мултиплекса, који је примењен у UMTS мрежи, сви корисници користе цео спектар истовремено. Разликују се по коду којим кодују корисну информацију.
Оваква реализација радио интерфејса се показала значајно спектрално ефикаснијом од комбинације фреквенцијског и временског мултиплекса и омогућава пренос података великим брзинама — 384 kbps. Са даљом надоградњом мреже, и преласком на HSDPA — мреже треће и по генерације, брзине расту и до више мегабита у секунди (тренутно терминали категорије 12 подржавају 1,55 Mbps). 